# Marietta DePrima
Marietta DePrima (Chicago, Illinois, 3 de mayo de 1964) es una actriz estadounidense, reconocida por interpretar el papel de Sally Rogers junto al actor Eric Allen Kramer en la serie de televisión cómica The Hughleys.
DePrima y su esposo, el actor de televisión George Newbern, se graduaron en la Universidad del Noroeste, donde ella fue miembro de la hermandad Kappa Alpha Theta. La pareja se casó en 1990 y tiene tres hijos - Emma (26 de junio de 1995), Mae (19 de septiembre de 1998) y Ben (15 de noviembre de 2003). Marietta es graduada de la escuela católica Carmel en Mundelein, Illinois.
DePrima ha aparecido en televisión principalmente, con participación en series como Family Ties, Tour of Duty, Quantum Leap, Boston Legal, Dear John, y Matlock. Interpretó a La Sirenita en una obra en vivo de Disney titulada Little Mermaid's Island.